# Witte wolf
De witte wolf (Canis lupus albus) is een ondersoort van de wolf. De soort komt voor in het noorden van Europa en Azië, vooral in de arctische en noordelijke gedeeltes van Rusland. Alhoewel ze van sommige van de arctische eilanden ten noorden van Siberië waren uitgeroeid, zijn ze in 2007 gezien op het eiland Wrangel.

## Anatomie
De witte wolf is een van de grootste ondersoorten van de grijze wolf. Ze kunnen een lengte hebben van twee meter en wegen in volwassen toestand tussen de 45 en de 70 kg.
De meeste witte wolven hebben een grijze kleur, met zwarte, roestige en zilverige kleuren.
De witte wolf wordt ook vaak verward met de poolwolf (Canis lupus arctos).
Vanwege de hoge breedteligging van hun omgeving (71° NB), paren ze veel later in het jaar dan de meeste andere wolven, meestal eind maart tot april.

## Geschiedenis
Witte wolven zijn vooral kwetsbaar voor de bonthandel. Aangezien hun vacht vol, zacht en lang is, brengt hij soms het dubbele op van andere wolfspelzen.